# Teton Indijanci
Teton (Lakota), jedno od sedam plemena saveza Siouxa koje je obuhvaćalo sve skupine nastanjene zapadno od Missourija. Danas žive na rezervatima Cheyenne River, Lower Brule, Rosebud, pine Ridge i Standing Rock u saveznim američkim državama Sjeverna Dakota i Južna Dakota.

## Ime
Ime Teton dolazi od Titonwan, 'dwellers on the prairie'

## Podjela
Tetoni se dijele na sedam glavnih skupina, od kojih se svaka sastoji od nekoliko bandi.
- Brulé (Sicangu, Si-tcan´-xu), naseljeni na rezervatima Lower Brulé (Lower Brulé) i Rosebud (Upper Brulé).
- San Arcs (Itazipco, I-ta´-zip-tco´, Without Bows). Danas žive uglavnom na rezervatu Cheyenne River i nešto na Standing Rock.
- Sihasapa (Blackfeet, Si-ha´sa´-pa). Uglavnom na Cheyenne River i nešto na Standing Rock Reservation.
- Miniconjou (Minneconjou, Mi´-ni-ko´-o-ju).Uglavnom na Cheyenne River, i nešto na Rosebud i Standing Rock rezervatima.
- Two Kettles (Oohenompa, Oohenumpa, O-o´-he-non´-pa, Two Boilings), na rezervatu Cheyenne River.
- Oglala (Ogalalla, O-gla´-la). Uglavnom na rezervatu Pine Ridge, Južna Dakota; nešto na Standing Rock. Od njihovih bandi Wa-za-za (Wa-ja-ja, Wa-zha-zha), danas su na Pine Ridge; Loafers (Wa-glu-xe, In-breeders), uglavnom na Pine Ridge Reservation i nešto na rezervatu Rosebud.
- Hunkpapa (Uncpapa, Uncapapa, Huñ´-kpa-pa), na rezervatu Standing Rock.

## Etnografija
Hrana
Tetoni ili Lakote tipično su pleme s prerijskom kulturom. Oni nisu prakticirali nikakvu agrikulturu, a život im je ovisio o krdima bizona (tatanka) koji su im svojim mesom, mašću, kožama i kostima gotovo u potpunosti podmirivali sve životne potrebe. Sve ostalo što im je zatrebalo mogli su lako nabaviti u prirodi, zato je sakupljanje plodova prirode bila druga važna djelatnost Tetona. Bavili su se i s trgovinom s plemenima koja su u područjima uz Missouri uzgajali kukuruz, po čemu su osobito poznati Mandani (mandan corn). Bizonovo meso priređivalo se na različite načine. Meso se jelo da bi se odmah pripremalo svježe, ali su ga i pripravljali za kasniju upotrebu, pa su znatnu količinu sušili na suncu i pripremali  'jerky' . Pemmican je bio najpopularnija pripremana hrana koja se čuvala za kasniju upotrebu. Komadi bizonovog mesa bi se sušili i kasnije mrvili pomoću manjeg kamenja kojima bi tukli po njemu na ravnim kamenim pločama. Kada bi dobili gustu masu smrvljenog mesa miješali su ga s topljenim salom ili koštanim mozgom i ponekad dodavali divlje trešnje. Mješavina se tada pakirala u kožne torbice koje bi na vrhu zapečatili topljenim salom. Ovako pripremljen pemmican mogao je trajati 3 do 4 godine.
Nastambe
Nastamba Tetona bio je tepee, kožni šator koji se sastoji od drvenog kostura prekriven kožama bizona. U jedan takav šator išlo je 16 do 18 bizonskih koža. Ulaz u šator bio je otvor koji se kao i otvor za dim na vrhu šatora mogao otvoriti ili zatvoriti drugim komadom kože.
Odjeća
Odjeća Tetona bila je od štavljene kože, a uz bizonovu koristila se i koža jelena. Žene su na štavljenje izradu ove odjeće morale potrošiti mnoge sate rada.
Putovanja
Do konja su Tetoni došli sredinom 1700-tih godina, postavši najmobilnijima među svim Sijuksima, i uz još neka plemena (Komanči) najbolji jahači svijeta. Bili su neprekidno u pokretu i sve do zime pratili stada bizona. Za putovanje po kopnu prilikom dugih seoba koristili su travois, dvije duge ukrštene motke pričvršćene oko konjskih pleća čiji se zadnji kraj vukao po tlu. Za prelazak preko rijeka koristio se neugledni bullboat, plovilo poznato na preriji, učinjeno od vrbovog pruća i prekrivenog bizonovom kožom. Bullboat su osim njih poznavala i plemena uz rijeku: Mandan, Hidatsa i Arikara Indijanci. Bio je vodonepropustan.

## Vanjske poveznice
- Teton Sioux Indian Tribe History
- Teton Sioux Indians  Arhivirana inačica izvorne stranice od 4. srpnja 2013. (Wayback Machine)
- The Teton Sioux (Lakota)  Arhivirana inačica izvorne stranice od 19. kolovoza 2007. (Wayback Machine)
- Lakota Society, The Tetons  Arhivirana inačica izvorne stranice od 17. rujna 2010. (Wayback Machine)